# Масальський Василь Іванович
Василь Іванович Масальський (1 січня 1950 року) — автор, засновник і керівник унікальної освітньої технології у структурі ВНЗ — факультету суміжних (додаткових) професій Донецького національного університету імені Василя Стуса, який очолює з 1987 року, президент міждержавної Асоціації додаткових структур вищої освіти, кандидат історичних наук, доцент, професор кафедри історії слов'ян та ФСДП ДонНУ, академік Української Технологічної академії по відділенню «Культура, мистецтво, освіта», визнаний педагог з вищої освіти та учений у галузях історії, краєзнавства, соціології, афористики, педагогіки і методики викладання у вищій школі

## Життєпис
Народився у с. Стила Старобешівського району Донецької області в Україні, там же закінчив із срібною медаллю середню школу й розпочав свою трудову діяльність (1967 р.). Протягом 1968—1973 рр. студіював на історичному факультеті Донецького державного університету. Був відмінником навчання, лідером комсомольської організації історичного факультету, однієї з найкращих в університеті. Займався науковою роботою; посів перше місце у республіканському конкурсі студентських наукових робіт і був нагороджений відповідним дипломом Міністерства вищої освіти УРСР (1972 р.).
У 1973 році з відзнакою закінчив історичний факультет, в 1974—1975 роках служив у лавах Радянської Армії, в подальшому постійно працює в ДонНУ викладачем, аспірантом, старшим викладачем, заступником декана, доцентом, докторантом, професором, деканом.
Кандидатську дисертацію «Підвищення культурно-технічного рівня робітників» захистив у Київському державному університеті. Має понад 170 публікацій з історії, краєзнавства, соціології, афористики, педагогіки, методики, у тому числі: 10 крупних монографічних видань; 2 енциклопедії; 7 історичних та інформаційних довідників, 4 збірники документів, 2 підручники, 9 навчальних посібників, серед яких 3 — з грифом Міністерства освіти, науки, молоді та спорту України; понад 80 наукових статей, 43 наукові тези і доповіді, 5 фотобуклетів та ін. З числа вказаних публікацій — 14 робіт опубліковані у виданнях інших країн (Білорусь, Казахстан, Польща, Росія, Туреччина, Канада). У свою чергу зафіксовані посилання і цитування робіт В. І. Масальського, тобто його особистий імпакт-фактор, а також згадування його іншими авторами як ученого, педагога і фахівця понад 80 разів.
Основні напрямки наукової діяльності — дослідження процесів підвищення культурно-технічного рівня робітників напередодні Другої світової війни та розвиток вищої освіти в Україні у 90-ті роки XX століття. В. І. Масальський — один з авторів розробки загальнодержавної Концепції гуманітарної освіти у ВНЗ України (1996 р.). Плідно здійснює наукове керівництво студентами, аспірантами і здобувачами; підготував 6 кандидатів історичних наук — Д. В. Посреднікова (1995 р.), І. І. Ковальову (1997 р.), Н. Ю. Бєлікову (2001 р.), І. С. Тарнавського (2001 р.), О. В. Бєлікова (2004 р.); Г. В. Мишечкіна (2006 р.) і активно продовжує цю роботу. Під його керівництвом 19 випускників університету успішно виконали і захистили дипломні або магістерські роботи. В. І. Масальський є автором ідеї створення в провідних ВНЗ країни факультетів суміжних (додаткових) професій — як перспективного модуля системи вищої освіти. У 1987 році заснував і більше 26 років очолює такий факультет у ДонНУ, де підготовлено понад 5 тис. студентів за додатковими спеціалізаціями.
| № п/п | Рік випуску | Чисельність випускників |  | № п/п | Рік випуску | Чисельність випускників |
| ----- | ----------- | ----------------------- |  | ----- | ----------- | ----------------------- |
| 1     | 1987        | 249                     |  | 15    | 2001        | 334                     |
| 2     | 1988        | 196                     |  | 16    | 2002        | 281                     |
| 3     | 1989        | 222                     |  | 17    | 2003        | 143                     |
| 4     | 1990        | 153                     |  | 18    | 2004        | 163                     |
| 5     | 1991        | 220                     |  | 19    | 2005        | 165                     |
| 6     | 1992        | 235                     |  | 20    | 2006        | 198                     |
| 7     | 1993        | 204                     |  | 21    | 2007        | 188                     |
| 8     | 1994        | 320                     |  | 22    | 2008        | 155                     |
| 9     | 1995        | 112                     |  | 23    | 2009        | 130                     |
| 10    | 1996        | 128                     |  | 24    | 2010        | 197                     |
| 11    | 1997        | 142                     |  | 25    | 2011        | 148                     |
| 12    | 1998        | 149                     |  | 26    | 2012        | 139                     |
| 13    | 1999        | 153                     |  | 27    | 2013        | 125                     |
| 14    | 2000        | 176                     |  | 28    | Всього:     | 5025                    |

Його ідею визнано на міждержавному рівні (Росія, Казахстан, Білорусь), а за розробку цієї технології В. І. Масальського обрано Президентом Асоціації факультетів суміжної та додаткової освіти ВНЗ країн СНД (Москва, 1991 р.), а згодом — дійсним членом Української Технологічної академії з присвоєнням йому звання — Академік УТА (2002 р.).

### Нагороди
За багаторічну плідну науково-педагогічну та організаційно-адміністративну діяльність В. І. Масальський нагороджений:
- Срібною медаллю за відмінні успіхи у навчанні, роботі та зразкову поведінку (1967 р.);
- ювілейним знаком ЦК ВЛКСМ «60 років ВЛКСМ» (1978 р.);
- іменними знаками: ВЦРПС і ЦК ВЛКСМ — «Наставник молоді» (1998 р.);
- Міністерства освіти і науки України — «Відмінник освіти України» (2000 р.)
- «Антон Макаренко» (2008 р.),
- Почесним срібним знаком Української Технологічної академії з присвоєнням звання «Заслужений працівник вищої освіти» (2010 р.),
- ювілейним знаком «20 років збройним силам України» (2011 р.).
- Орденами: «За корисну працю» (2006 р.);
- «За заслуги у розвитку науки, освіти…» (2008 р.),
- Срібним орденом Козацької слави (2008 р.),
- Почесною грамотою Міністерства України у справах сім'ї, молоді та спорту (2008 р.),
- а також багатьма іншими грамотами та подяками.

### Наукові видання